# کاتاژینا گاونزکا
کاتاژینا گاوُنزکا (لهستانی: Katarzyna Gałązka؛ زادهٔ ۱۱ ژانویه ۱۹۹۷) بازیگر اهل لهستان است.
از فیلم‌ها یا مجموعه‌های تلویزیونی که وی در آن‌ها نقش داشته‌است، می‌توان به دختران جنگ، در خوشی و سختی، پدر متیو و کلانگور اشاره نمود.